# Cimmerosiro rhodiensis
Espèce
Cimmerosiro rhodiensis est une espèce d'opilions cyphophthalmes de la famille des Parasironidae.

## Distribution
Cette espèce est endémique du Dodécanèse en Grèce.  Elle se rencontre sur Rhodes vers Eptá Pigés.

## Description
Le mâle holotype mesure 1,15 mm. Les mâles mesurent de 1,10 à 1,15 mm et les femelles de 1,10 à 1,18 mm

## Systématique et taxinomie
Cette espèce a été décrite par Karaman, Mitov et Snegovaya en 2024.

## Étymologie
Son nom d'espèce, composé de rhod(i) et du suffixe latin -ensis, « qui vit dans, qui habite », lui a été donné en référence au lieu de sa découverte, Rhodes.

## Publication originale
- Karaman, Mitov & Snegovaya 2024 : « Parasironidae fam. nov., a Cimmerian lineage of Mediterranean Cyphophthalmi (Opiliones), with the description of three new genera and four new species. » European Journal of Taxonomy, vol. 921, p. 173–209 (texte intégral).